# مار ذرت
مار ذرت (نام علمی: Elaphe guttata) نام یک گونه از تیره قمچه‌ماران است.
بیشترین پراکندگی این گونهٔ مار در آمریکای شمالی و سراسر جنوب شرقی و مرکزی ایالات متحده است.
غذای اصلی آنها رو موش‌ها تشکیل می‌دهند و در بعضی مواقع دیگر جوندگان مثل سنجاب یا گونه‌های دیگر نیز تغذیه می‌کنند، این مارها با انقباض عضلانی موش‌ها را شکار کرده و بعد می‌بلعند.
این مارها در ظاهر شبیه مارهای سمی بوده و به این دلیل توسط انسان‌ها کشته می‌شوند اما کاملاً بدون سم بوده و بی خطر هستند.
این گونه به علت کنترل جمعیت جوندگان و در نتیجهٔ آن جلوگیری از آسیب به محصولات زراعی و کم شدن بیماری‌هایی که از جوندگان انتقال می‌یابد برای انسان مفید هستند.
مار ذرت به دلیل حضور زیاد در کنار انبارهای غلات و انبارهای ذرت ک جوندگان از آن تغذیه می‌کنند این نام را دریافت کرده‌است، این احتمال نیز وجود دارد که این نامگذاری برای شکل فلس‌ها و پوست این مار باشد.

## شرح
طول بدن مارهای ذرت بالغ ۶۱ تا ۱۸۲ سانتی‌متر (۲٫۰۰ تا ۵٫۹۷ فوت) است.
اندازهٔ این مار در جنس ماده بیشتر می‌باشد.
در طبیعت، آنها معمولاً حدود ۶ تا ۸ سال زندگی می‌کنند، اما در اسارت می‌توانند تا ۲۳ سال یا بیشتر زندگی کنند.
آنها را می‌توان با رنگ‌های روشن‌تر، ساختار باریک، مردمک‌های گرد و فقدان حفره‌های حساس به گرما از مارهای دیگر تشخیص داد.

## رژیم غذایی

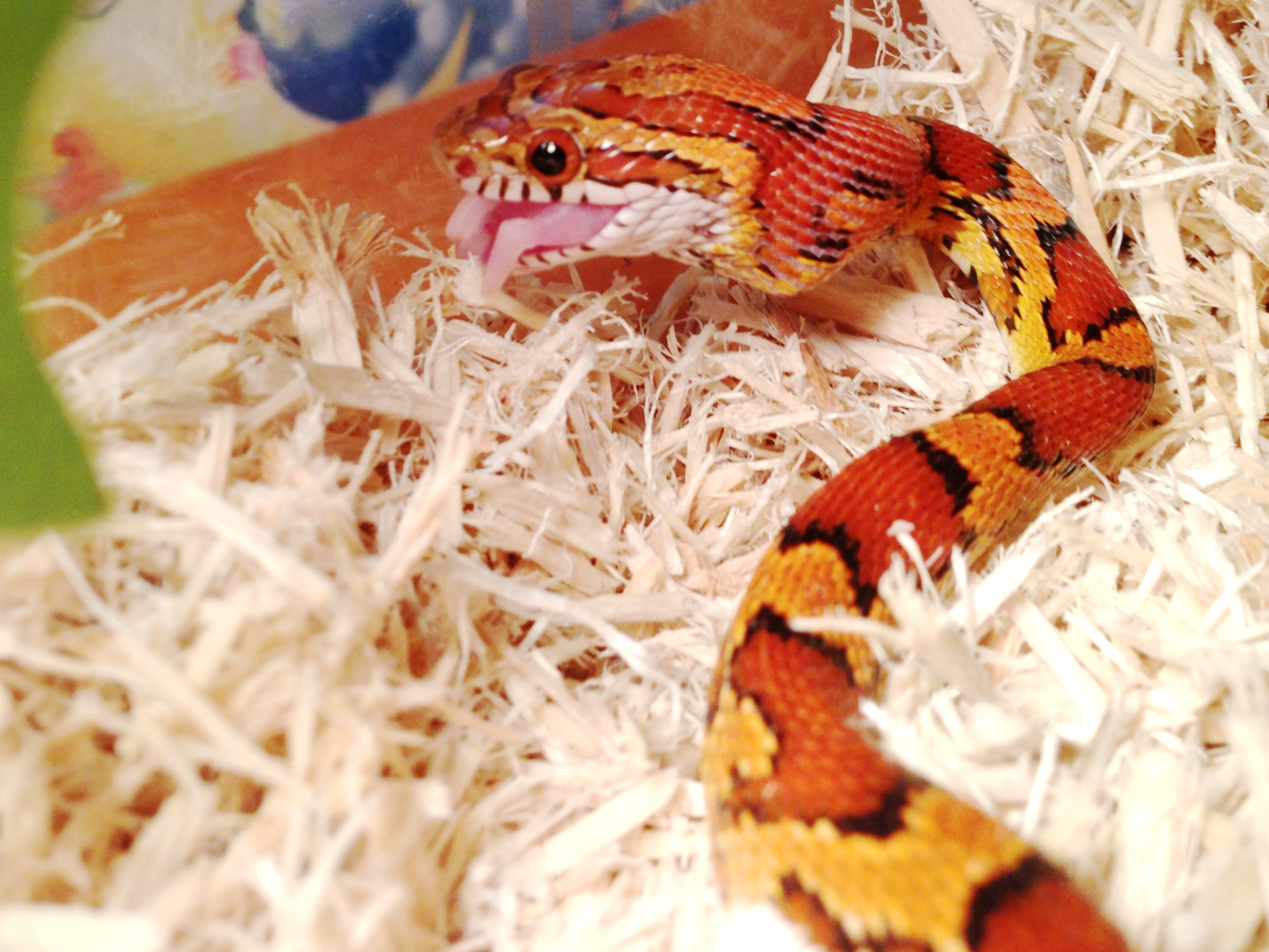
مار ذرت

مارهای ذرت مانند همهٔ مارهای دیگر گوشت‌خوار هستند و در طبیعت هر چند روز یکبار غذا می‌خورند.
غذای اصلی آنها موشها و جوندگان هستند اما در بعضی مواقع از خزندگان دیگر، دوزیستان و تخم پرندگان نیز تغذیه می‌کنند.
فصول نقش زیادی در الگوهای تنظیم حرارتی مارهای ذرت دارد که مکانیسم اصلی هضم مارها است. در طول فصل پاییز مارهای ذرت دمای بدن خود را ۳٫۰ درجه سانتیگراد بالاتر از محیط اطراف پس از مصرف یک وعده غذایی حفظ می‌کنند.
در حالی که مارهای ذرت در زمستان پس از هضم حرارت را تنظیم نمی‌کنند. مارهای اسیر این کار را با استفاده از تشک‌های حرارتی به عنوان منبع گرمایی زیرین انجام می‌دهند که شرایط طبیعی آنها را شبیه‌سازی می‌کند.

## هوش و رفتارها
رفتار مارهای ذرت در هنگام احساس خطر مانند بسیاری از گونه‌های دیگر لرزش دم می‌باشد.
مطالعات رفتاری در این مارها نشان می‌دهد که برای تشخیص طعمه حس بویایی آن‌ها نقش اول را دارد.
این مارها حساسیت زیادی نسبت به نور زیاد دارند به همین دلیل اکثر وقت خود را در مکان‌های تاریک و دنج می‌گذرانند.

## به عنوان حیوان خانگی
مارهای ذرت یکی از محبوبترین مارها برای نگهداری به عنوان حیوان خانگی هستند. اندازهٔ متوسط، خلق و خوی آرام، و آسانی نگهداری از آنها نسبت به مارهای دیگر باعث شده که گزینهٔ مناسبی برای نگهداری در خانه باشند.